# Адыгейская Советская Социалистическая Республика
Адыгейская Советская Социалистическая Республика — административно-территориальная единица  РСФСР, существовавшая с 5 октября 1990 года по 23 марта 1992 года.
Столица — город Майкоп.

## История
- 5 октября 1990 года внеочередная сессия Адыгейского областного Совета народных депутатов приняла решение о повышении государственного правового статуса Адыгейской автономной области до уровня республики, объявила её самостоятельным субъектом Российской Федерации и провозгласила Адыгейскую Советскую Социалистическую Республику.
- 15 декабря 1990 года. выход Адыгеи из состава Краснодарского края узаконен Вторым съездом народных депутатов РСФСР, внесшим изменения в Конституцию РСФСР, по которым автономные области выводились из составов краёв, куда входили[1].
- 28 июня 1991 года пятая сессия областного Совета народных депутатов приняла «Декларацию о государственном суверенитете Советской Социалистической Республики Адыгея».

- 3 июля 1991 года Верховный Совет РСФСР принял Закон РСФСР "О преобразовании Адыгейской автономной области в Советскую Социалистическую Республику Адыгея в составе РСФСР"[2] и внёс в российскую Конституцию поправку, преобразовавшую Адыгейскую автономную область в Советскую Социалистическую Республику Адыгея в составе РСФСР. Данная поправка была внесена на рассмотрение Съезда народных депутатов РСФСР[3].

- В декабре 1991 — январе 1992 года состоялись выборы депутатов в Верховный Совет Адыгеи.

- В январе 1992 года был избран президент республики Аслан Джаримов.

- 23 марта 1992 года Верховный Совет Адыгеи принимает закон о переименовании ССР Адыгея в Республику Адыгея (Адыгея)[4].

- 21 апреля 1992 года Съезд народных депутатов Российской Федерации принял поправку в конституцию РСФСР, которая преобразовала Адыгейскую автономную область в Республику Адыгея[5]. Поправка вступила в силу с момента опубликования 16 мая 1992 года в «Российской газете»[6].